# Міка Годтс
Мі́ка Ма́рсел Годтс (нід. Mika Marcel Godts; нар. 7 червня 2005, Левен) — бельгійський футболіст, вінгер нідерландського клубу «Аякс».

## Клубна кар'єра

### «Генк»
Почав займатися футболом в академії клубу «Андерлехт», а 2020 року перейшов до системи «Генка». 2022 року почав виступати за фарм-клуб «Йонг Генк», за який дебютував 14 серпня в матчі Челледжер Про-ліги проти клубу «Лієрс Кемпензонен» і також забив гол. Всього в сезоні 2022–23 зіграв за «Йонг Генк» в Челледжер Про-лізі 19 поєдинків, в яких забив 7 м'ячів.

### «Аякс»
31 січня 2023 року перейшов в нідерландський «Аякс», підписавши контракт до червня 2025 року. 20 лютого 2023 року дебютував за фарм-клуб «Йонг Аякс» в матчі Еерстедивізі проти МВВ Маастрихт, де також відзначився забитим голом. 9 квітня 2023 року дебютував за основну команду «Аякса», вийшовши на заміну Душану Тадичу в поєдинку Ередивізі проти сіттардської «Фортуни». 30 квітня 2023 року взяв участь у фіналі Кубка Нідерландів, вийшовши на заміну Стівену Бергвейну в екстра-таймі. В серії післяматчевих пенальті реалізував свій удар, втім «Аякс» в ній поступився.
30 червня 2023 року продовжив контракт з «Аяксом» до 2027 року. 24 серпня 2023 року в матчі кваліфікації Ліги Європи УЄФА проти болгарського «Лудогорця» дебютував в єврокубках, замінивши Мохаммеда Кудуса. 1 грудня 2023 року в поєдинку Еерстедивізі з «Ден Босх» отримав травму стегна, через яку пропустив близько трьох місяців.
22 серпня 2024 року в матчі кваліфікації Ліги Європи УЄФА проти польської «Ягеллонії» забив свій перший гол за «Аякс». 29 вересня в поєдинку проти «Валвейка» вперше відзначився м'ячем в Ередивізі. 18 листопада 2024 року продовжив контракт з «Аяксом» до 2029 року.

## Кар'єра в збірній
Виступав за збірні Бельгії до 15, до 17 і до 19 років. У травні 2022 року потрапив у заявку збірної до 17 років на юнацький чемпіонат Європи 2022 в Ізраїлі. На турнірі зіграв 3 матчі, а бельгійці не вийшли з групи, посівши 3-тє місце.

## Статистика виступів
Станом на 10 серпня 2025
| Клуб              | Сезон             | Чемпіонат           | Чемпіонат | Чемпіонат | Кубок | Кубок | Єврокубки | Єврокубки | Всього | Всього |
| Клуб              | Сезон             | Дивізіон            | Матчі     | Голи      | Матчі | Голи  | Матчі     | Голи      | Матчі  | Голи   |
| ----------------- | ----------------- | ------------------- | --------- | --------- | ----- | ----- | --------- | --------- | ------ | ------ |
| Йонг Генк         | 2022–23           | Челленджер Про-ліга | 19        | 7         | —     | —     | —         | —         | 19     | 7      |
| Йонг Аякс         | 2022–23           | Еерстедивізі        | 11        | 3         | —     | —     | —         | —         | 11     | 3      |
| Йонг Аякс         | 2023–24           | Еерстедивізі        | 14        | 6         | —     | —     | —         | —         | 14     | 6      |
| Йонг Аякс         | Всього            | Всього              | 25        | 9         | —     | —     | —         | —         | 25     | 9      |
| Аякс              | 2022–23           | Ередивізі           | 3         | 0         | 1     | 0     | 0         | 0         | 4      | 0      |
| Аякс              | 2023–24           | Ередивізі           | 13        | 0         | 0     | 0     | 3         | 0         | 16     | 0      |
| Аякс              | 2024–25           | Ередивізі           | 28        | 4         | 2     | 0     | 16        | 4         | 46     | 8      |
| Аякс              | 2025–26           | Ередивізі           | 1         | 0         | 0     | 0     | 0         | 0         | 1      | 0      |
| Аякс              | Всього            | Всього              | 45        | 4         | 3     | 0     | 19        | 4         | 67     | 8      |
| Всього за кар'єру | Всього за кар'єру | Всього за кар'єру   | 87        | 20        | 3     | 0     | 19        | 4         | 111    | 24     |

1. 1 2  Матчі в Лізі Європи УЄФА